# Ingress
Ingress è un videogioco di realtà aumentata creato da Niantic, sviluppato per piattaforma Android e in seguito per iOS. Il gioco ha un complesso background fantascientifico che viene via via sviluppato narrativamente.
La dinamica del gioco vede due fazioni contrapposte che combattono tra loro: Illuminati (in inglese Enlightened, rappresentati in verde) e Resistenza (in inglese Resistance, rappresentati in blu) si contendono il controllo dei portali, corrispondenti a luoghi reali di interesse storico o artistico.
Lo scopo del gioco è porre sotto il controllo della propria fazione intere aree geografiche del mondo reale, misurate in Mind Units (MU, unità mentali): queste aree sono note come Control fields (campi di controllo virtuali) e sono di forma triangolare, racchiuse da tre Link (collegamenti) creati fra tre portali a loro volta sotto il controllo della propria fazione.

## Trama

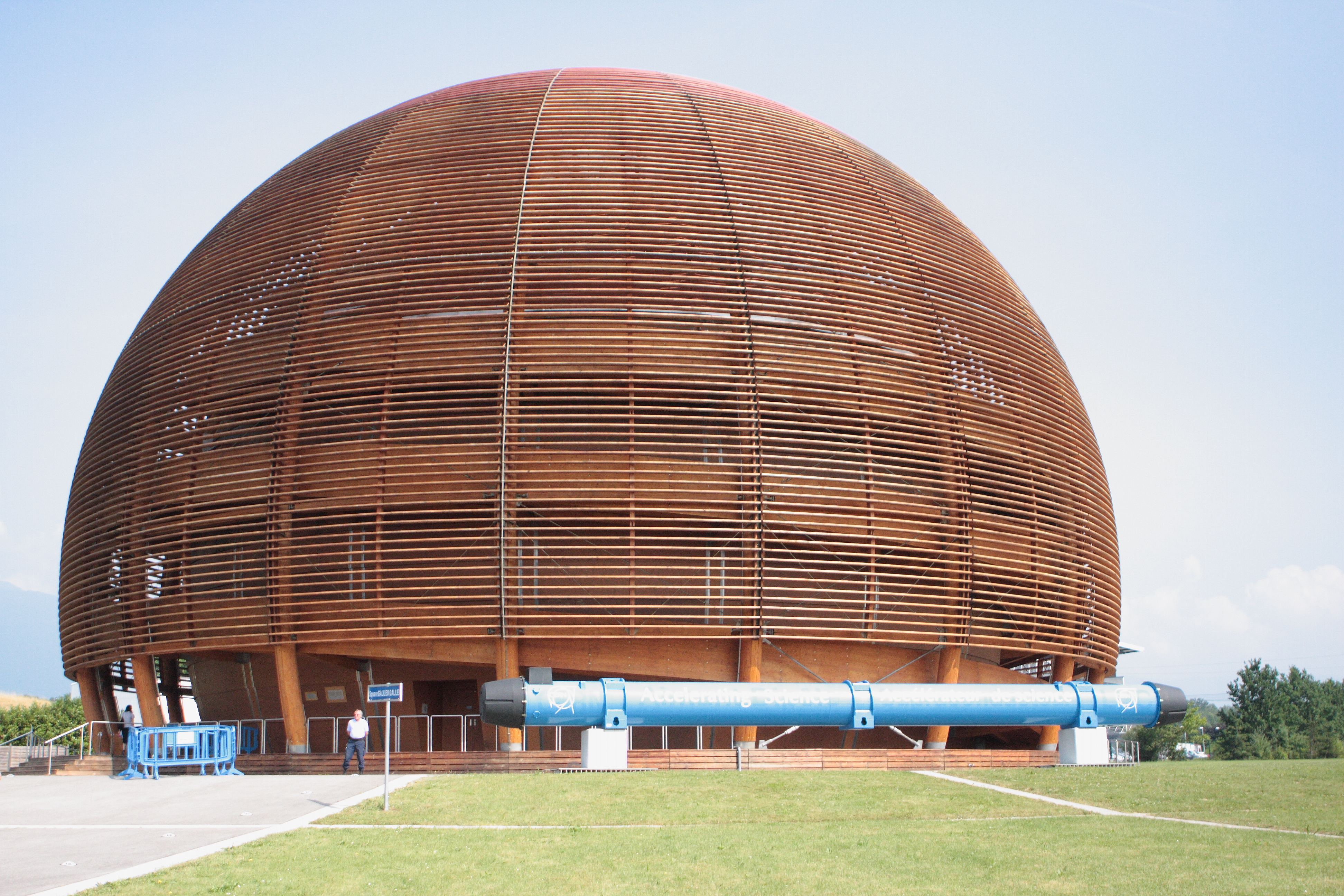
I primi esperimenti sull'XM si sarebbero svolti al CERN

La Terra è disseminata di particelle di materia esotica (Exotic Matter o XM), di origine extradimensionale e che giungono sulla Terra attraverso dei passaggi definiti portali. L'XM è risultata in grado di influenzare le menti delle persone che ne vengono in contatto, stimolandone l'intelligenza e la creatività: per questo motivo, nei luoghi corrispondenti ai portali e quindi particolarmente densi di XM, sono state costruite nel corso della storia piccole e grandi opere artistiche o di ingegno (statue, monumenti, edifici storici, opere ingegneristiche).
Nelle aree più dense di portali, quindi, nel corso della storia si sono sviluppate le più grandi e floride città e civiltà del mondo.
L'origine dell'XM non è chiara, ma sembra connessa a delle entità aliene dette "Shapers" (letteralmente "plasmatori"), esseri transdimensionali che sono interessati alla razza umana e interagiscono con il nostro mondo ponendo gli esseri umani sotto l'influsso dell'XM. Contrapposti agli Shapers ci sarebbero degli altri alieni, gli N'Zeer, che a loro volta vogliono influenzare gli esseri umani spingendoli alla ribellione contro gli Shapers.
La scoperta e i primi studi sull'XM e sulle sue proprietà sono stati segretamente condotti tra il 2012 e il 2013 presso il CERN da un team di ricercatori riuniti sotto il nome di Niantic Project. La segretezza è tuttavia ben presto venuta meno grazie ad un giornalista, Henry Richard Loeb (noto inizialmente con lo pseudonimo di P.A. Chapeau), che ha iniziato a raccontare la storia del Niantic Project attraverso un sito internet e account su vari social network, in particolare Google+.
Da queste premesse nascono le due fazioni di Ingress, Illuminati e Resistenza. Gli Illuminati ritengono che l'XM sia una grande vantaggio per l'umanità e quindi che gli Shapers possano portare la popolazione a uno stadio evolutivo più alto. I membri della Resistenza ritengono invece, come la loro controparte aliena degli N'Zeer, che gli Shapers vogliano solo ridurre l'umanità in schiavitù, e per questo sfruttano a loro volta l'XM per poter combattere gli Shapers e i loro sostenitori.
Nel corso degli anni sia il Niantic Project sia altre società hanno sviluppato oggetti virtuali in grado di interagire con l'XM, permettendo a chi li utilizza di controllare più efficacemente l'allineamento dei portali (a favore o contro la propria fazione).
I membri di entrambe le fazioni fanno uso questi oggetti utilizzando uno scanner, installato sotto forma di app dotata di geolocalizzazione nei loro smartphone, che mostra loro la mappa della zona in cui si trovano (corrispondente a quella del mondo reale) per individuare l'XM e i portali e poter interagire con essi. Via browser è inoltre accessibile una mappa navigabile del mondo, la Intel map, che mostra la localizzazione e l'allineamento di tutti i portali.

## Modalità di gioco

Screenshot di gioco: scanner di un agente della Resistenza di livello 5. Si possono vedere parte di un control field, collegamenti tra portali, portali della Resistenza (blu), portali degli Illuminati (verdi) e un portale neutro (grigio).

I giocatori sono "agenti" di una delle due fazioni e utilizzano lo scanner installato sul proprio dispositivo mobile per vedere la densità di XM nella zona che li circonda ed individuare i portali. La mappa dello scanner riproduce fedelmente le strade e gli edifici del mondo reale, senza però specificarne il nome, in modo da evidenziare gli elementi utili per il gioco: i portali, la materia esotica, i collegamenti e i control field (campi di controllo che si generano collegando tra loro tre portali a formare un triangolo).
Sul dispositivo il giocatore è rappresentato con un piccolo triangolo del colore della propria fazione al centro di un cerchio che ne indica l'area di azione (range). Per interagire con i portali sulla mappa un giocatore deve raggiungerli fisicamente (l'app utilizza la geolocalizzazione GPS) e trovarsi in un range di circa 40 m. Le interazioni con i portali e tutte le altre azioni di gioco conferiscono all'agente dei punti (Action Points o AP) che gli consentono di aumentare il proprio livello.
Ogni azione di gioco richiede l'utilizzo di XM e il programma di gioco indica lo stato della riserva di XM del giocatore tramite una barra colorata in cima allo scanner. La materia esotica si trova sparsa per la mappa ed è rappresentata sul client dei cellulari come piccole particelle luminose e in leggero movimento. Se la riserva di XM non è al completo, ogni particella di materia esotica che si trova entro il raggio d'azione del giocatore, viene incamerata e aggiunta al totale disponibile. L'Exotic Matter ha di norma una bassa densità sulla mappa, ma ha picchi di concentrazione nei pressi dei portali. Quando la riserva di XM finisce, lo schermo del giocatore diventa rosso ed è impossibile compiere qualsiasi azione finché non si ripristina almeno in parte la riserva.

### Livelli
I giocatori iniziano con 0 AP (Action Points) al livello 1, e passano di livello accumulando AP in base alle azioni di gioco: hack di portali avversari, distruggendo risonatori, schierando risonatori (con punti aggiuntivi se si conquista un portale col primo risonatore, e se si completa con l'ottavo risonatore), distruggendo collegamenti, creando collegamenti, e distruggendo e creando campi di controllo.
Esistono inoltre delle medaglie (visibili nel profilo del giocatore) che fungono da riconoscimento per l'agente al raggiungimento di un determinato traguardo, per esempio un certo numero di portali conquistati o di chilometri percorsi giocando. Ogni medaglia può essere di bronzo, d'argento, d'oro, di platino o di onice (nera) a seconda del traguardo raggiunto.
Inizialmente i livelli erano solo 8: per raggiungerli è sufficiente conquistare un certo numero di AP crescente per ogni livello. Per raggiungere i livelli successivi, fino al livello 16, è necessario sia raggiungere determinati traguardi in punti sia avere un numero maggiore di medaglie, di prestigio crescente al crescere del livello.

### Interazione con i portali
I portali (Portals) sono punti visibili sulla mappa del gioco attorno ai quali si concentra maggiormente l'XM, e sono associati a punti di interesse reali come sculture, biblioteche, edifici pubblici e luoghi di interesse storico o artistico. I portali appaiono di colore blu quando vengono conquistati dalla Resistenza, verde se appartengono agli Illuminati o grigio se sono neutri, ovvero non conquistati da alcuna fazione.
Ogni portale ha 8 spazi (slot) per accogliere degli specifici oggetti chiamati risonatori (Resonators). Un portale neutro è privo di risonatori: per allinearlo all'una o all'altra fazione almeno uno degli 8 spazi deve essere occupato da un risonatore posizionato da un agente di quella fazione. Ogni agente può posizionare fino a 8 risonatori (secondo specifiche regole) e 2 modificatori (Mods), altri oggetti che modificano in parte il comportamento del portale, nei 4 spazi disponibili e dedicati.
Di fronte ad un portale della fazione opposta, un agente può utilizzare le armi previste nel gioco per distruggere i risonatori e i modificatori avversari, al fine di neutralizzare il portale e poterlo quindi conquistare.
Una delle principali azioni di gioco sui portali è l'hack: da ogni portale (a prescindere dal suo allineamento) si possono ottenere oggetti utili al gioco; su ogni specifico portale si può effettuare un hack ogni 5 minuti, e fino ad un massimo di 4 ogni 4 ore. L'azione di hack può essere influenzata ottenendo anche oggetti aggiuntivi e AP grazie alla digitazione di glifi, che vengono brevemente mostrati in diversi modelli e ritracciati entro un limite di tempo. La velocità, la difficoltà e i benefici dell'hacking col il glifo possono essere ulteriormente modificati con comandi speciali.

### Link e field
Gli agenti possono creare un collegamento (Link) tra un portale di origine (nel range d'azione del giocatore) e un portale di destinazione di cui egli possieda la chiave (Portal Key) e che si trovi ad una distanza massima definita dal livello del portale di origine. Entrambi i portali devono avere 8 risonatori e devono ovviamente essere della stessa fazione. I collegamenti non possono in alcun modo intersecarsi tra loro: ciò significa che, per collegare due portali, non devono esserci altri link che intersechino la linea immaginaria che li collega. Da ogni portale possono essere creati un massimo di 8 collegamenti; il portale di origine non deve inoltre trovarsi "coperto" da un control field.
Quando tre portali sono collegati reciprocamente tra loro definiscono un'area triangolare detta Control Field (campo di controllo), che sullo scanner è identificata come un'area colorata di blu o verde, a seconda della fazione. Quando un portale rimane con meno di 3 risonatori (ad esempio a causa di un attacco che ha distrutto almeno 6 risonatori), i link e i control field aventi quel portale come vertice decadono.
Ogni control field assegna alla fazione che lo ha creato un certo numero di Mind Units (MU) relativo all'area del field e rapportato alla densità di popolazione di quell'area geografica: a parità di dimensioni, un field in centro città assegnerà un numero maggiore di MU rispetto ad un field in una zona scarsamente abitata o, ancora, ad uno principalmente su un'area di mare.

### Oggetti
Esistono vari oggetti ottenibili tramite hack. Alcuni di essi hanno un livello di rarità (comune o common, raro o rare, molto raro o very rare), mentre altri hanno un livello numerico da 1 a 8: di questi ultimi, ogni giocatore può utilizzare solo quelli di livello pari o inferiore al proprio.
Ogni giocatore può tenere nel suo inventario un massimo di 2000 oggetti: quelli non di suo interesse possono essere riciclati per ottenere un quantitativo di XM proporzionale al loro livello o rarità.
- Risonatore (Resonator): un oggetto che serve per allineare e rafforzare un portale. Un portale può essere infatti equipaggiato con un minimo di uno ed un massimo di otto risonatori di una fazione. I risonatori sono dotati di livelli da 1 a 8, al crescere della propria resistenza agli attacchi nemici: la media (arrotondata per difetto) dei livelli dei risonatori determina il livello del portale. Ogni agente può schierare risonatori secondo delle regole che impediscono, ad un solo giocatore, di "creare" un portale troppo resistente: ad esempio, per avere un portale di livello massimo (L8), saranno necessari 8 giocatori almeno di livello 8, che posizionino ciascuno un risonatore di livello 8[6][7]. I risonatori si "scaricano" del 15% ogni giorno, anche in assenza di attacchi: a meno di essere ricaricato, quindi, un portale si neutralizzerà dopo una settimana.
- Armi
  - XMP Burster (Exotic Matter Pulse): bomba. Indebolisce e distrugge i risonatori e i modificatori avversari; a seconda del livello (da 1 ad 8) hanno un maggior potere d'attacco e un maggior raggio d'azione.
  - Ultra Strike: bomba ad effetto molto localizzato, con potenza crescente in base al livello.
  - Jarvis Virus e ADA Refactor: virus che invertono l'allineamento del portale. Sono oggetti molto rari.
- Mod (modificatore): un portale può essere equipaggiato con un massimo di quattro Mod, al massimo due per agente.
  - Scudo (Portal Shield): aumenta la resistenza di un portale agli attacchi nemici. Gli scudi hanno resistenza crescente a seconda della rarità: possono infatti essere comuni, rari o molto rari, ed inizialmente erano gli unici modificatori disponibili nel gioco. Di rarità maggiore e quindi di particolare resistenza sono gli scudi Aegis (Aegis Shield), che fino al 2017 erano denominati "AXA", in quanto sponsorizzati da AXA.
  - Heat Sink (dissipatore di calore): in base alla rarità, diminuisce il tempo che deve intercorrere tra un hack e l'altro.
  - Multi Hack: in base alla rarità, consente di effettuare ulteriori hack oltre ai quattro previsti nel periodo di quattro ore che precede il cosiddetto burnout.
  - Force Amp (amplificatore di forza): potenzia il contrattacco del portale in risposta agli attacchi nemici; è un oggetto raro.
  - Turret (torretta): aumenta la frequenza dei contrattacchi del portale; è un oggetto raro.
  - Link Amp: aumenta la distanza massima a cui deve trovarsi un altro portale per esservi collegato, in base al livello di rarità che può essere raro o molto raro. I Link Amp Very Rare non sono tuttavia ottenibili tramite hack ma solo utilizzando specifici codici distribuiti da Niantic, e sono pertanto l'oggetto virtuale più raro del gioco.
  - SoftBank Ultra Link Amp (SBULA): aumenta sia la distanza massima di linkabilità sia il numero massimo di link che possono essere creati da un portale. Sponsorizzato da SoftBank, è un oggetto molto raro.
  - Transmuter ITO-EN: oggetto disponibile in due versioni (+ e -). La versione positiva modifica gli oggetti ottenuti dagli hack in modo da renderli difensivi (Resonator, Shield, Power Cubes, Mod difensive) mentre la versione negativa li modifica in modo da renderli offensivi (armi, Mod offensive)
- Power Cube (cubo di energia): non presenti dagli albori del gioco, conferiscono al giocatore una ricarica di materia esotica pari a 1000 unità di XM per ogni livello dell'oggetto.
  - Power Cube di Lawson (Lawson Power Cube): particolare Power Cube sponsorizzato da Lawson che conferisce all'utente un ampliamento temporaneo della propria riserva di energia. Si tratta di un oggetto molto raro.
  - Power Cube di Circle-K (Circle-K Power Cube): Power Cube sponsorizzato da Circle-K, ha funzioni identiche al Power Cube di Lawson
- Capsula (Capsule): permette al giocatore di riempirla con un massimo di 100 oggetti dal proprio inventario, in modo da facilitare il trasferimento di oggetti da un giocatore all'altro. Per trasferire gli oggetti, infatti, essi devono essere abbandonati a terra e raccolti dall'altro giocatore. Sono oggetti rari.
  - Capsule Quantum (Quantum Capsule): può essere utilizzata come una normale capsula, ma ha la capacità di replicare gli oggetti al proprio interno in modo casuale ma pesato in base alla loro rarità. Fino al 2017 era denominata "Capsula MUFG", in quanto sponsorizzata da Mitsubishi UFJ Financial Group. È un oggetto molto raro.
- Portal Key (chiave del portale): unica per ogni portale. Se conservata nel proprio inventario, permette di visualizzarne a distanza i dettagli e, se necessario, ricaricarne i risonatori a spese della propria riserva di XM. L'uso principale è tuttavia quello di creare un collegamento tra un portale di origine, su cui si trova il giocatore, e il portale relativo alla chiave, ovviamente se tale collegamento è realizzabile. Una volta utilizzata, la chiave viene persa: si possono quindi ottenere e tenere più chiavi per ogni portale.
- Media: collegamenti multimediali, solitamente a video su YouTube, contenenti aggiornamenti sul gioco, sul suo background fantascientifico e sugli eventi ufficiali.

Esistono anche degli oggetti a pagamento, acquistabili nello store virtuale del gioco, che non contano nel limite massimo dei 2000 oggetti.
- Key locker (contenitore per chiavi): ogni agente può averne fino ad un massimo di 5 e, come una capsula, ognuno può essere riempito con un massimo di 100 portal key che hanno, però, il vantaggio di non contare ai fini del limite di oggetti in inventario. In occasione del 5º anniversario del gioco, Niantic ha reso disponibile gratuitamente una capsula Keylocker "extra".
- Portal Fracker: se utilizzato su un portale, per 10 minuti raddoppia ogni oggetto che ne venga ottenuto tramite hack.
- Beacon: visualizza l'icona indicata sul portale per 4 ore.

### Codici
Nascosti nei video e negli altri oggetti multimediali pubblicati da Niantic vi sono dei codici che, inseriti in un apposito spazio all'interno dell'applicazione, permettono di ricevere bonus in AP, ricariche di XM e oggetti. Tramite questi codici è possibile, ad esempio, ottenere i Link Amp very rare.
Quasi tutti i codici possono essere utilizzati un numero limitato di volte, oltre le quali al momento della riscossione del premio, apparirà la scritta "Passcode fully redeemed" invece del premio. I codici sono raramente pubblicati in chiaro, ma sono solitamente crittografati, ed esistono numerose community di giocatori che si dedicano all'attività di decoding.
I codici, nel corso degli anni, sono stati anche distribuiti insieme a prodotti commerciali che sponsorizzavano Niantic, o come ricompensa per in occasione di eventi o di iniziative anche online, oppure ancora insieme ai gadget acquistabili. In questi casi, i codici sono ad utilizzo singolo.

## Eventi
Il gameplay di Ingress spinge notevolmente i giocatori ad interagire tra loro: la collaborazione tra compagni di fazione è necessaria, ad esempio, per costruire un portale di livello alto (8 giocatori per un portale di livello 8), oppure per creare link e field che coprano vaste aree geografiche, ad esempio una intera regione.
Sin dall'inizio del gioco, quindi, Niantic ha organizzato una serie di eventi in giro per il mondo di diverso tipo, fra cui sono presenti:
- Anomalie (o Anomaly)
- Mission Day (e Mission Day Plus)
- November Lima (NL1331)
- First Saturday
- Second Sunday

### Anomalie
Le Anomalie (o Anomaly) sono eventi ufficiali che si svolgono in varie città del mondo (in contemporanea e non). L’evento, identificato da un nome, in genere dura alcune settimane e si compone di più eventi giornalieri (sempre il sabato) in alcune città scelte dalla Niantic. Lo scopo principale degli eventi è il ritrovo con gli altri giocatori di entrambe le fazioni e sfidarsi all’interno della città prescelta.

### Mission Day
I Mission Day vengono organizzati da giocatori locali previa approvazione di Niantic di domenica, e spingono gli agenti a giocare visitandola: in questi eventi l'aspetto competitivo del gioco passa in secondo piano rispetto al piacere di girare per la città in compagnia di altri agenti.
I Mission Day Plus sono degli eventi ibridi che uniscono i Mission Day con altri eventi Ingress.
Partecipando a questo evento (completando al minimo 6 missioni dell'evento) potrai ottenere un punto in più sulla medaglia sullo scanner chiamata "Mission Day".

### First Saturday
I First Saturday sono eventi organizzati dalle comunità locali, con il supporto di Niantic, e consistono in una sfida puramente competitiva tra tutti gli agenti coinvolti, che vengono premiati al termine dell'evento in base ad una serie di statistiche.
Il 12 novembre 2018, Niantic, a seguito di un restyling delle medaglie, ha introdotto la medaglia First Saturday.

### November Lima (NL1331)
L'evento NL1331 consiste in un furgone di Ingress che gira città Europee, Americane e Asiatiche scelte ed è un punto di incontro fra i player delle due fazioni.

## Distribuzione
Ingress è stato lanciato ufficialmente il 6 novembre 2012, supportato da una campagna virale di marketing online. Il gioco era stato annunciato in precedenza, l'8 novembre, e altri indizi riguardo al lancio erano stati notati durante alcuni eventi, come il Comic Con di San Diego nel Luglio 2012. Nella fase di sviluppo il gioco era stato testato dai dipendenti Google per un periodo di sei mesi circa.
Fino al 30 ottobre 2013 il gioco, in Italia, è rimasto in closed beta, quindi per giocare era necessario ricevere un invito, in un primo tempo solo da giocatori di sesto livello, dal 2 maggio 2013 anche da giocatori almeno di secondo livello. Dal 31 ottobre al 14 dicembre 2013 il gioco è stato in open beta.

## Ingress Prime
Il 5 novembre 2018 la nuova versione del gioco, denominata Ingress Prime è stata resa disponibile contemporaneamente per gli utenti iOS e Android
Annunciato nel dicembre 2017, la nuova versione del gioco con una grafica differente, ne era stata inizialmente programmata l'uscita per il mese di ottobre 2018, ma in seguito è stata posticipata a novembre 2018.
Per i giocatori che non desideravano o non potevano utilizzare la nuova versione per limitazioni del proprio dispositivo mobile, fu resa disponibile la vecchia interfaccia, scaricabile per un tempo limitato dagli store con il nome di Scanner [REDACTED]. Questa versione è stata poi rimossa il 19 Settembre 2019.
In contemporanea con l'introduzione di Prime, è stata resa disponibile un'opzione accessibile ai soli giocatori che abbiano raggiunto il livello 16, denominata "Recursion". Tale opzione permette al giocatore di azzerare il proprio punteggio e ripartire dal livello 1, cambiando se lo desidera la propria fazione di gioco, e mantenendo il proprio inventario, le medaglie (alle quali viene aggiunto un indicatore qualora abbiano raggiunto più volte il livello Onyx), i badge delle missioni e le chiavi di cui siano già in possesso. Inoltre a tali giocatori viene garantita la continuità di accesso alle funzioni OPR, richiesta di creazione di nuovi portali e alla gestione delle missioni. Infine, la medaglia relativa al sesto anno sarà Onyx, oltre che per gli agenti che erano al livello 16 alle 19.00 CET (18.00 UTC) del 26 novembre 2018, anche per quelli che nel profilo avevano già, in tale orario, la medaglia Simulacrum, che appunto indica una o più recursion.

## Integrazioni con altri software
I Niantic Labs hanno anche sviluppato Field Trip, applicazione che interagisce con il database di Ingress. Questa applicazione è stata progettata per rimanere attiva in background e rilevare la posizione GPS di chi l'ha installata sul proprio dispositivo portatile. I dati così raccolti vengono poi utilizzati per trasmettere all'utente, anche in forma audio, informazioni di varia natura sul luogo in cui ci si trova: cenni storici sul territorio, tradizioni, negozi interessanti e, appunto, anche la presenza di portali Ingress.
Niantic ha anche utilizzato i dati di Ingress come base per determinare i luoghi dove collocare i PokéStop e le palestre che compaiono nel videogioco Pokémon Go.